# Ôma no tsuji
Ôma no tsuji è un film del 1941 diretto da Kōzō Saeki.